# Shorui awaremi no rei

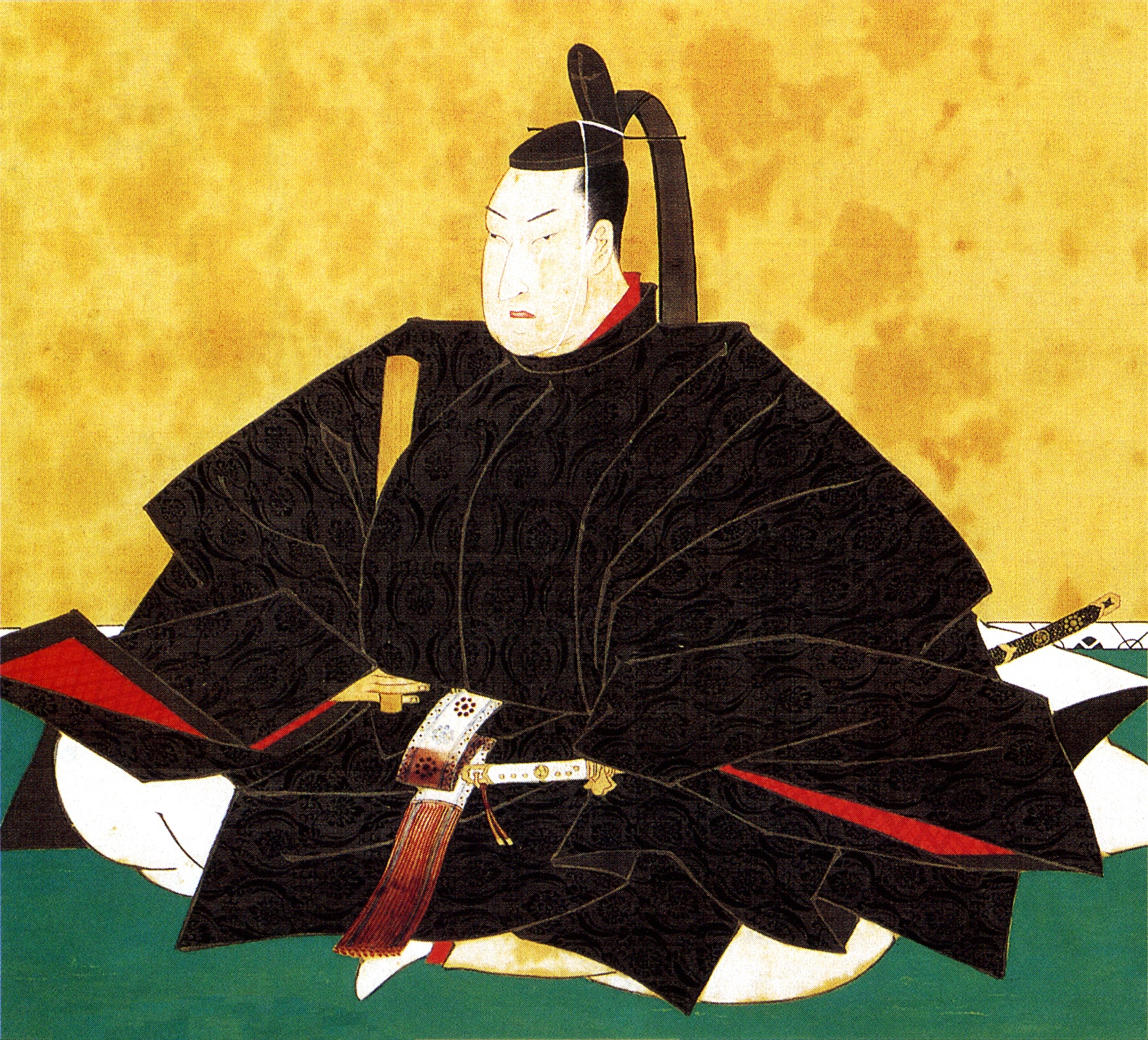
Le shōgun Tokugawa Tsunayoshi, initiateur des lois de protection animale.

Le Shōrui Awaremi no Rei (生類憐れみの令, décret concernant la compassion envers les êtres vivants) fait référence aux interdictions légales concernant la mort de nombreux êtres vivants au Japon, promulguées par le cinquième shogun Tokugawa Tsunayoshi, pendant l'ère Genroku.
Ces normes ont fait l'objet de nombreuses modifications visant à les étendre à des espèces qui n'étaient pas comprises dans les versions antérieures. Initialement, les premières règles visaient à protéger des chevaux malades et soigner au bétail. En 1686 elles se sont étendues aux chiens. La version finale concernait n'importe quel être vivant: insectes, chats, poissons, mollusques et chiens, même si les textes sont surtout connus par rapport à ces derniers. Les cas de mauvais traitements animal étaient rapportés aux magistrats. 
Les mesures ont fini par être mal perçues par la population qui considérait que les chiens devaient être mieux traités que les humains.